# Walther Schaumann

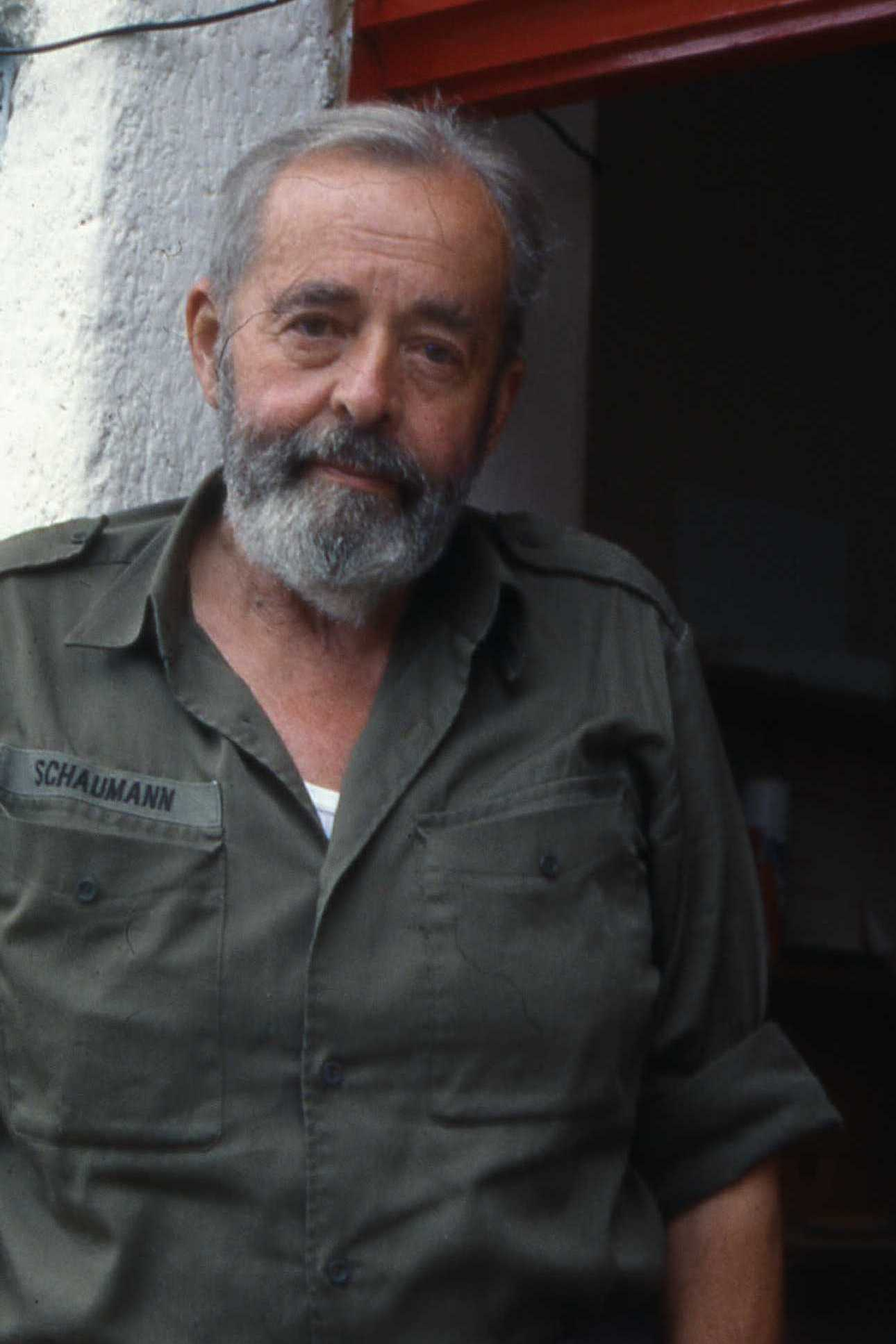
Walther Schaumann (1991)

Walther Schaumann (* 2. September 1923 in Wien; † 13. Oktober 2004 in Laas, Kötschach-Mauthen) war ein österreichischer Offizier, Bergsteiger, Historiker und Autor mehrerer Bücher über den Gebirgskrieg an der österreichisch-italienischen Grenze von 1915 bis 1918.

## Leben
Walther wurde als Sohn von Ernst und Ingeborg Schaumann, geb. Putschek, in Wien geboren. Bereits 1930 wanderte er mit seinen Eltern in Südtirol und Istrien, 1932 vom Plöckenpass nach Sillian, Gebiete, die seinem Vater aus dessen Kriegsdienstzeit während des Ersten Weltkriegs vertraut waren. Da sein Vater am Theresianum Professor war, wurde ihm auch nach dessen frühen Tod der weitere Besuch dieser Schule ermöglicht.
Im Zweiten Weltkrieg diente er bei der Deutschen Kriegsmarine. Von 1960 bis zur Pensionierung 1983 war er Offizier im Österreichischen Bundesheer im Rang eines Obersts.
Neben seinem Beruf widmete er sich dem Studium der Geschichte des zivilen und militärischen Alpinismus sowie der Österreich/Italien-Front 1915–1918. Seine Erkenntnisse veröffentlichte er in zahlreichen Artikeln in in- u. ausländischen Zeitschriften und Büchern, die sich mit den Bergen und ihrer Geschichte befassen und hielt zahlreiche Vorträge im In- und Ausland. 1973 Gründung des Vereines der „Dolomitenfreunde“ und von 1973 bis 2004 war er Bauleiter der Wegbauaktionen „Friedenswege“ vom Col di Lana bis zum Plöckenpass, betrieb die Errichtung der Freilichtmuseen 1915–1917 am Monte Piano (Raum Drei Zinnen-Misurina) und ab 1983 im Raum des Plöckenpasses unmittelbar an der Grenze zwischen Österreich und Italien. 1992 kam es zur Eröffnung des durch ihn geplanten, errichteten und geleiteten Museum 1915–18 „Vom Ortler bis zur Adria“ im Rathaus von Kötschach-Mauthen.
Schaumann bereiste seit seiner frühen Kindheit die gesamte Südwestfront und erwanderte in 50 Jahren allein und später gemeinsam mit seiner Frau Gabriele, die auch Mitautorin einiger seiner Bücher ist, die alten Kampfgebiete. Seine Erfahrungen hielt er auch in Tourenführern fest. 1973 gründete er den Verein der „Dolomitenfreunde - Friedenswege / Le vie della pace“ und stellte mit freiwilligen Helfern zahlreiche Kriegswege wieder her und machte sie dadurch zu Friedenswegen, getreu dem Motto: „Wege, die einst Fronten trennten, sollen heute verbinden.“ Er leitete zehn Jahre das „Museum 1915–1918“ in Kötschach-Mauthen und das Freilichtmuseum am Plöckenpass, Kärnten.
Walther Schaumann starb 2004 und wurde am Friedhof von Mauthen, direkt neben dem Soldatenfriedhof aus dem Ersten Weltkrieg begraben.

## Auszeichnungen
- 1974 Berufstitel Professor für seine schriftstellerische Tätigkeit
- 1980 Ludwig-Jedlicka-Gedächtnispreis

Für seine Tätigkeit an den „Friedenswegen“ erhielt er u. a. folgende Auszeichnungen:
- Tiroler Adler in Gold
- Goldenes Verdienstzeichen des Landes Salzburg
- Italienischen Ordine del Cardo (2×) für Verdienste um den Europäischen Gedanken im Alpinismus
- Ehrenring der Marktgemeinde Kötschach-Mauthen
- Ehrenkranz der Tiroler Schützenkompanien
- Goldenes Ehrenzeichen des Tiroler Kaiserjägerbundes
- Goldenes Ehrenzeichen des Kameradenkreises der Deutschen Gebirgstruppe
- Großes Ehrenzeichen des Landes Kärnten
- Ernennung zum Ehrenbürger der Marktgemeinde Kötschach-Mauthen
- Ungarischen Honvéd-Parade Orden

## Werke (Auswahl)
- Die Bahnen zwischen Ortler und Piave 1915-1918. Bohmann Verlag, Wien 1971.
- Ski soldiers and winter combat through the ages. US Army Foreign Science and Technology Center, Techtran Corporation Verlag Army Materiel Command, U.S. Army Foreign Science and Technology Center, 1971.
- Schauplätze des Gebirgskrieges in 5 Bänden. Ghedina & Tassotti, Cortina d’Ampezzo 1973.
- La grande guerra 1915/18: storia e itinerari nelle località della guerra; übersetzt von C. Milesi, Ghedina & Tassotti, Bassano del Grappa 1984.
- mit Peter Schubert: Das Plöckenpassmuseum. Museum der Gebirgsfront 1915–1918 Rathaus Kötschach-Mauthen. Ghedina & Tassotti, Bassano del Grappa 1984, ISBN 88-7691-010-7.
- Die Bahnen zwischen Ortler und Isonzo 1914–1918; Bohmann Verlag, Wien 1991, ISBN 3-7002-0726-3.
- Vom Ortler bis zur Adria – Dall’ Ortles all’ Adriatico. Die Südwestfront in Bildern – Immagini del fronte italo-austriaco 1915-1918. Mayer & Comp, Wien 1993, ISBN 3-901025-20-0.
- et al.: Ende einer Seemacht  Österreich-Ungarn 1900-1918. Mayer & Comp., Klosterneuburg-Wien 1994, ISBN 3-9010-2540-5.
- Monte Piano Landschaft und Geschichte Das Freilichtmuseum 1915/17. Ghedina & Tassotti, Bassano del Grappa 1996, ISBN 88-7691-030-1.
- mit Peter Schubert: Krieg auf der Donau: die Geschichte der österreichisch-ungarischen Donauflottille. Mayer, Klosterneuburg-Wien 2000, ISBN 3-901025-86-3.
- mit Gabriele Schaumann: Unterwegs zwischen Save und Soca. Auf den Spuren der Isonzofront, 1915–1917.; Mohorjeva - Hermagoras, Klagenfurt 2002,  ISBN 3-85013-912-3.
- mit Gabriele Schaumann: Unterwegs vom Pustertal zum Plöckenpass. Auf den Spuren der Karnischen Front, 1915–1917; Mohorjeva - Hermagoras, Klagenfurt 2003, ISBN 3-85013-983-2.
- mit Gabriele Schaumann: Unterwegs vom Plöckenpass zum Kanaltal. Auf den Spuren der Karnischen Front, 1915–1917; Mohorjeva - Hermagoras, Klagenfurt 2004, ISBN 3-7086-0025-8.
- Unterwegs zwischen Krieg und Frieden: Autobiografie. Ergänzt von seiner Frau Gabriele und einigen Dolomitenfreunden. Mohorjeva - Hermagoras, Klagenfurt-Ljubljana-Wien 2006, ISBN 3-7086-0195-5.